# Antonaria quadrinotata
Antonaria quadrinotata is een keversoort uit de familie halstandhaantjes (Megalopodidae). De wetenschappelijke naam van de soort werd in 1951 gepubliceerd door Maurice Pic.